# Can Xala
Can Xala és una casa del municipi del Masnou protegida com a bé cultural d'interès local.

## Descripció
Edifici d'un sol cos de planta rectangular, enretirat del pla de carrer, que consta de planta baixa i dos pisos, amb una teulada a dues vessants, carener paral·lel a la façana principal, orientada a migdia, i amb ràfec. En el costat dret, s'aixeca una torre de planta quadrada que consta de planta baixa i tres pisos. Destaquen els elements neogòtics que ornamenten l'edifici.
La façana de migdia es genera a partir d'una composició simètrica definida per les obertures de les plantes superior, trencada a la planta baixa amb dues portes de dimensions considerables i una finestra protegida per una reixa. Al primer pis les finestres es decoren amb motllures rematades amb elements vegetals al segon pis les finestres estan formades per arcs conopials. Totes tenen una barana baixa de ferro.
El pis superior de la torre té una doble obertura separada per una columneta amb arc lobulats. El parament superior de la torre és coronat amb un ampit a mode de merlets. La cornisa de la teulada està sostinguda per mènsules decorades amb motius vegetals.

## Història
Sembla que l'estat actual és degut a reformes de començaments de segle, però al mateix lloc possiblement hi havia hagut un antic mas, el qual es va reformar per fer-hi un celler de vi.